# Ceratosphys picta
Ceratosphys picta är en mångfotingart som beskrevs av Ribaut 1951. Ceratosphys picta ingår i släktet Ceratosphys och familjen Opisthocheiridae. Inga underarter finns listade i Catalogue of Life.